# Charles-Alphonse Du Fresnoy
Charles-Alphonse Du Fresnoy, född 1611 i Paris, död 1668 i Villiers-le-Bel, var en fransk målare under barocken. Elev till Simon Vouet, god vän med Pierre Mignard.

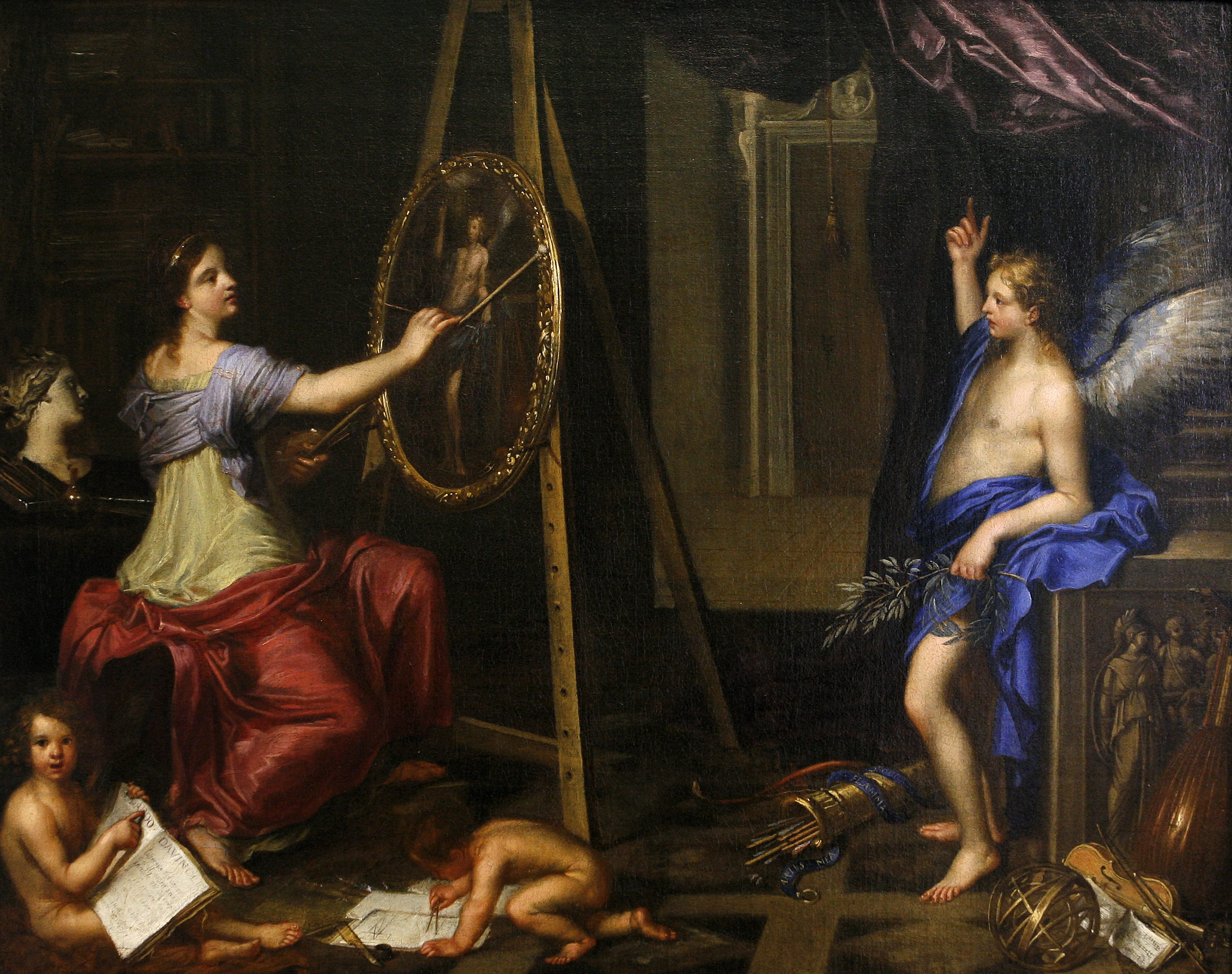
Charles Alphonse du Fresnoy, Allegory of Painting, Musée des Beaux-Arts, Dijon, 1650